# 劇場版 爆龍戰隊暴連者 DELUXE 暴連者的暑假好冰喔!
《劇場版 爆龍戰隊暴連者 DELUXE 暴連者的暑假好冰喔!》是《爆龍戰隊暴連者》的獨立劇場版。日本地區於2003年8月16日在東映院線作全國上映。
此外日本同步上映《假面騎士555》劇場版《劇場版 假面騎士555 消失的天堂》。

## 本作特色
- 飾演首部《超級戰隊系列》作品《秘密戰隊五連者》的「海城剛/赤連者」演員誠直也於本作中飾演龍人族族長賢者阿庫卡。

## 登場人物

### 爆龍戰隊暴連者
| 演員       | 角色     | 代號   | 台配   |
| ---------- | -------- | ------ | ------ |
| 西興一朗   | 伯亞凌駕 | 暴紅   | 于正昇 |
| 冨田翔     | 三條幸人 | 暴藍   | 曹冀魯 |
| 伊藤愛子   | 樹蘭琉   | 暴黃   | 許淑嬪 |
| 阿部薰     | 飛鳥     | 暴黑   | 魏伯勤 |
| 田中幸太朗 | 仲代壬琴 | 暴殺手 | 符爽   |

### 戰隊關係者
杉下龍之介（奧村公延 飾／台灣CV：符爽）
今中笑里（西島未智 飾／台灣CV：魏晶琦）
伯亞舞（坂野真彌 飾／台灣CV：許淑嬪）
芙莉慈亞公主（小向美奈子 飾／台灣CV：魏晶琦）
古代爆龍大地的公主，在爆龍大地即將滅亡之際，將自己的生命寄宿在神聖之劍上，將兩大凶惡爆龍鬥牛爆龍、加斯莫盾爆龍給封印了起來。由於斷裂的劍身「吹雪石之刃」遺落在異處，爆雷射的封印威力減弱，使得兩大凶惡爆龍在現代復活了。為了找回吹雪石之刃與暴連者們一同展開尋找，成功找回之後卻反過來殺害暴連者們，因為其真面目正是企圖操控兩大凶惡爆龍的次元漂流者 卡爾比迪。
但真正的芙莉慈亞其實一直都在爆雷射裡看著凌駕等人的戰鬥，最後說完感謝暴連者的話後，與爆雷射一起消失了。
賢者阿庫卡（誠直也 飾／台灣CV：符爽）
龍人族長老。15年前告訴飛鳥關於15000年前的爆龍大地上、過去兩大凶惡爆龍的存在。
曾留下恐怖傳說「黑暗的兩百天」，此傳說於第49集經由飛鳥口中告訴凌駕三人。

### 艾瓦里安
黎明之使徒·莉婕（鈴木霞 飾／台灣CV：魏晶琦）
破壞之使徒·貞德（櫻井映里 飾／台灣CV：許淑嬪）
無限之使徒·渥法（宇垣秀成 聲／台灣CV：符爽）
創造之使徒·米開朗（緒方文興 聲／台灣CV：于正昇）
「六合使徒」花火比基痘蜂茄維納斯（高田由美 聲／台灣CV：魏晶琦） 
具有六種物體、生物之特性的六合使徒，擁有三合使徒兩倍的力量。由米開朗將煙火、比基尼、青春痘、蜜蜂、茄子、維納斯六種要素融合製作出來的使徒。右手可放射出讓人類穿著比基尼的心型光線·比基尼光束，胸部則可射出使小笑變成維納斯雕像的維納斯毒針，嘴巴可以拋出數枚茄子炸彈，頭頂的蜂巢能飛出無數蜜蜂，迷你迷你化蜜蜂的尾針讓幸人變成了迷你尺寸，分身分身化蜜蜂的尾針則使蘭琉增殖為100人。
劇情中段時，與暴黃、暴黑進行戰鬥，這時，被迷你化的暴藍將自己與暴黃的暴雷射結為一體，再由暴黃使出「拇指大幸人的小個子是很方便的炸彈」，迷你暴藍從體內以暴雷射掃射，效果相當顯著。沒有巨大化的能力（據米開朗推測，因是能力增加至六個所導致）。本作少數的女性怪人。
幸人在打倒她時，就變回原本的大小，但是小笑卻在片尾時才從維納斯型態變回穿比基尼的樣子。
「次元漂流者」卡爾比迪（古川登志夫 聲／台灣CV：曹冀魯）
本片終極敵人，能夠自由穿梭爆龍大地和地球的異星怪人。為了奪取爆雷射，假扮成芙莉慈亞。以身上的利爪為武器，實力在暴殺手之上，登場時還將暴殺手徹底打敗。在爆雷射入手後，操縱了兩大凶惡爆龍合體成爆連王與暴連者們進行戰鬥，結果被殺手暴連王攻擊的威力給震出爆連王外，最後被暴紅和霸王龍的聯手招式爆雷射劍擊粉碎消滅。
「巨型使徒」愚者
渥法精心製作的新巨型使徒，但在完成前，本片就已經結束了，故未於片中登場。

## 裝備·戰力
爆雷射
有著槍與劍型態的神聖之劍，外觀與暴雷射相同，不過顏色是青色的。15000年前，爆龍大地的芙莉慈亞公主將自己的生命寄宿於劍中，封印了兩大凶惡爆龍。此武器亦為控制兩大凶惡爆龍的必備道具，以直立方式插入以後即可合體成爆連王。
必殺爆雷射劍擊粉碎
暴紅藉由旋轉的霸王龍尾巴產生的力道，向對手突進的攻擊。

### 爆龍
| 爆龍 （香港譯名）         | 基本資料 | 基本資料 | 基本資料            | 基本資料 | 基本資料 | 簡介 |
| 爆龍 （香港譯名）         | 全長     | 全高     | 全幅                | 體重     | 走行速度 | 簡介 |
| ------------------------- | -------- | -------- | ------------------- | -------- | -------- | --- |
| 食肉牛龍 （鬥牛爆龍）     | 68.6m    | 38.5m    | 24.5m               | 1350t    | 220km/h  | 一萬五千年前被封印在冰山裡的「兩大凶惡爆龍」之一。食肉牛龍加上超鑽頭進化而成的爆龍。除了頭部外觀及身體顏色以外，幾乎與霸王龍一模一樣，比霸王龍更巨大更凶暴。口中能吐出冰風暴。能與加斯莫盾爆龍合體為爆連王。無語言能力。 |
| 加斯莫龍 （加斯莫盾爆龍） | 35m      | 21.9m    | 11m 23.8m（頭冠寬） | 3250t    | 350km/h  | 一萬五千年前被封印在冰山裡的「兩大凶惡爆龍」之一。加斯莫龍加上超護盾進化而成的爆龍。除了頭部外觀及身體顏色以外，幾乎與三觭龍一模一樣，比三觭龍更巨大更猛健。口中能吐出冰風暴。能與鬥牛爆龍合體為爆連王。無語言能力。     |

### 爆龍合體
爆連王
- 全長：46.5m / 全高：35.7m / 全幅：27m / 重量：4600t / 最高速度：255km/h / 出力：2300萬馬力

兩大凶惡爆龍合體而成的邪惡戰鬥巨人，被次元漂流者卡爾比迪操控。以鬥牛螺旋鑽和加斯莫護盾為武器。亦能從口中吹襲暴風雪。一度奪走了暴連王的螺旋鑽，並將暴連王逼入絕境，最後被殺手暴連王消滅。
第48集被德志魔宙斯聚集的紅雪從湖底喚醒過來，作為復活用的肉體，最後因為仲代壬琴逃走而失敗，並被暴連王和極限王者消滅。

## 幕後
- 原作 - 八手三郎
- 製作人 - 日笠淳・塚田英明（東映）中嶋豪（朝日電視）、矢田晃一
- 監督 - 諸田敏
- 脚本 - 荒川稔久
- 音楽 - 羽田健太郎 with Healthy Wings
- 特撮監督 - 佛田洋
- 動作監督 - 竹田道弘
- 撮影 - 菊池亘
- 照明 - 竹田勝三
- 美術 - 大谷和正
- 編集 - 須永弘志
- 記錄 - 渋谷康子
- 整音 - 渡辺典夫
- 監督補 - 中澤祥次郎
- 助監督 - 塩川純平
- 製作擔當 - 岩永恭一郎、谷口正洋
- 視覺效果 - 沖滿
- 角色設計 - さとうけいいち
- 代製作人 - 土田真通（東映）
- 製作出品 - 東映錄像
- 配給 - 東映

## 外部連結
1. ↑  僅在劍身上顯影